# Фридерих, Петер
Петер Фридерих — швейцарский дипломат.

## Биография
Родился в 1942 году в Санкт-Галлене. Карьерный дипломат. С 1971 года работал в швейцарском министерстве иностранных дел. Был послом Швейцарии во Вьетнаме и на Кубе. В декабре 1999 года был назначен послом в Люксембурге. В министерстве иностранных дел Швейцарии он отвечал за развитие сотрудничества между государствами Западной и Восточной Европы.
В июле 2002 года был арестован за помощь в контрабанде наркотиков, растрату и мошенничество, а также «по подозрению в отмывании денег в связи с личными операциями с деньгами неустановленного происхождения в масштабах нескольких сотен тысяч швейцарских франков». Люксембургские следователи, раскрывшие эти операции, разъяснили, что «речь идет о комплексе преступных деяний гораздо большего объема, чем простые транзакции господина Фридериха». По данным цюрихской газеты Sonntags Zeitung, расследование проводилось совместно с ФБР. Как выяснилось, в США уже с 1999 года велось следствие по делу группы американцев, которые могли пользоваться тайными услугами посла Фридериха. Эти бизнесмены из кругов кубинской эмиграции в 1990-е годы осуществляли коммерческие операции с партнерами из бывшего СССР. Речь идет, в частности, о крупных поставках стрелкового оружия, причем, как утверждают американские источники, «русские партнеры предпочитали оплату наличными». Эти расчеты якобы также осуществлялись через Bank of New York и подставные компании.
Во время своего пребывания в должности посла Фридерих вкладывал деньги от имени друзей на фондовом рынке, обещая более высокие доходы от инвестиций. После краха фондового рынка в 2000 году он потерял 5 миллионов швейцарских франков.
После того, как на его частный банковский счет гражданином Испании, который, как считается, участвовал в торговле наркотиками и отмывании денег, было внесено 2,37 млн швейцарских франков, эти деньги были переведены на различные банковские счета, которые, по мнению швейцарских прокуроров, были счетами людей, связанных с контрабандой наркотиков или отмыванием денег. П. Фридерих был арестован в Берне.
Швейцарские власти, старающиеся в последнее время убедить мир в серьезности своих намерений покончить с финансовыми преступлениями и отмыванием денег, отнеслись к этому делу крайне внимательно. Процесс по делу П. Фридериха начался 8 мая 2005 года в Федеральном уголовном суде в Беллинзоне . П. Фридерих был осуждён и приговорен к трем с половиной годам лишения свободы.